# 御囲堤

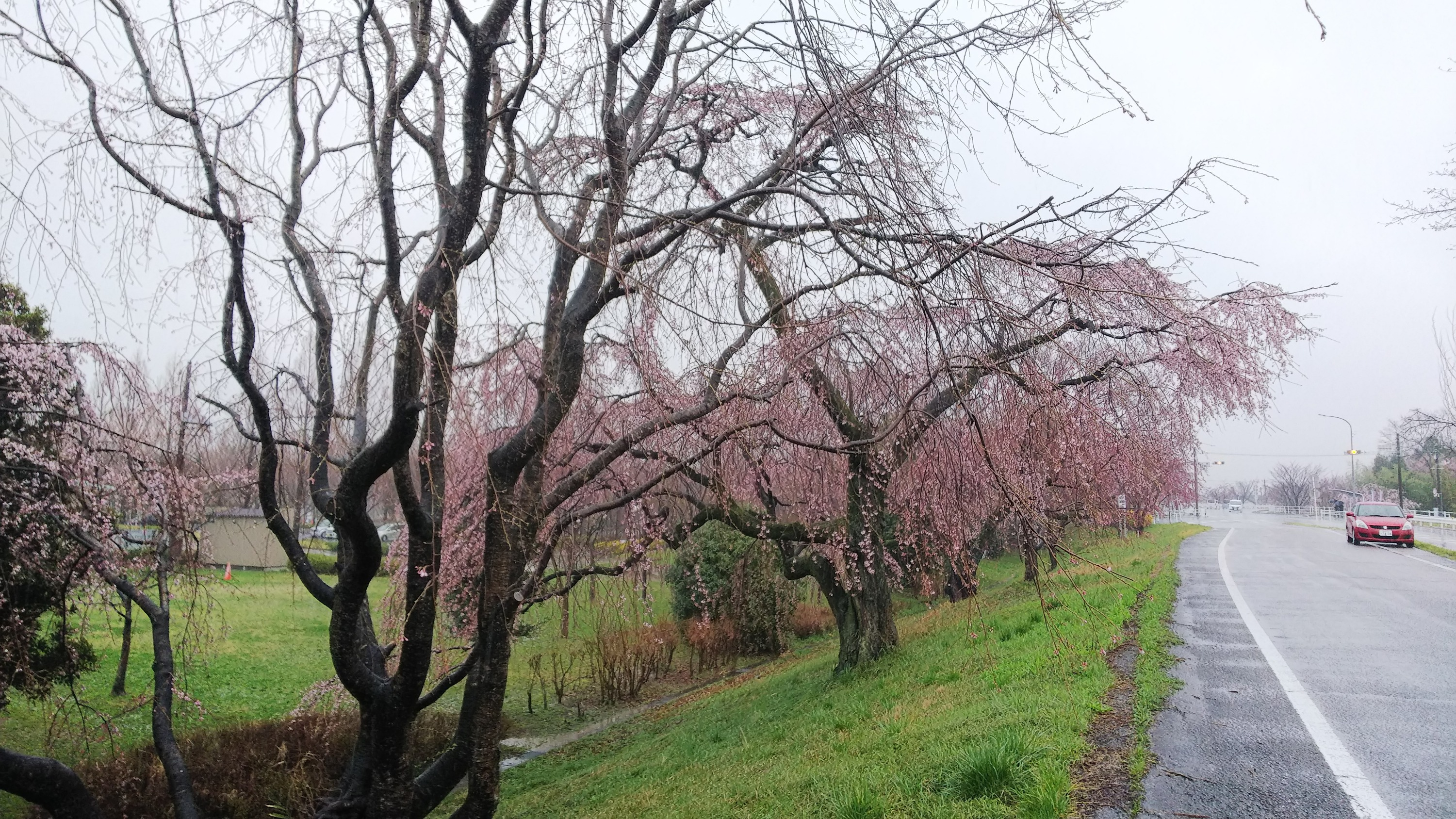
一宮市浅井に残る御囲堤

御囲堤（おかこいつつみ）は、徳川家康の命により尾張国（現在の愛知県）に築かれた木曽川左岸の堤防である。

## 歴史
御囲堤の原型は文禄3年（1593年）豊臣秀吉によって築かれたと言われる。尾張国は天正14年（1590年）6月の木曽川の大洪水によって大きな被害を受けていた（なお、この洪水で木曽川の本流は大きく流路を変え、それまでの葉栗郡、中島郡、海西郡は木曽川によって2分され、木曽川の右岸となった地域は美濃国に編入された）。当時、尾張は豊臣秀次の所領であったが、秀吉は文禄2年（1592年）11月末から12月初旬まで洪水で荒廃した尾張に滞在し、自ら振興策の遂行を指導している。これにより翌文禄3年正月には築堤が開始された。しかし、堤を築かせた理由は洪水の対策よりは、幾筋にも分かれていた木曽川の流路を固定し、水流や水量を安定させ、渇水期でも川を使って大坂城や城下町の建設に使用する木曽檜等の木材を運ぶ事ができるようにする目的にあったとも言われる。
関ヶ原の戦い後、尾張国清洲城に徳川家康の九男、徳川義直（尾張藩初代藩主）が入城する。関ヶ原の戦い後も豊臣秀頼は健在であり、徳川幕府にとっては豊臣家及びその家臣の存在は大きな問題であった。この豊臣家の侵攻から西国に対する拠点である尾張藩を守るという軍事的目的で、伊奈備前守忠次の指揮により1608年（慶長13年）、御囲堤の築堤が始まり、翌年完成した。
また、築堤当時は徳川家康が木曽山を自身の直轄領としていた（後に尾張藩に加増）ことから、木曽川の水運も重要視していたことが推測される。
大坂夏の陣で豊臣家が滅ぶと御囲堤の軍事的意味は薄らぎ、尾張藩を木曽川の洪水から守るという目的が強くなる。また、木曽山を含む美濃国の木曽川沿いの重要な拠点も尾張藩領となり、木曽川の水運権とともに、木曽川そのものに対しても尾張藩が強い支配力を持つようになった。
尾張国内の多くの地域では御囲堤により木曽川の洪水の脅威はほとんどなくなった。しかし、木曽川から分流する河川は全て御囲堤により締め切られ、この河川を農業用水としていた村々は水不足に悩まされることとなった。そこで尾張藩は農業用水の建設にも着手し、新般若用水・木津用水等が造られ、入鹿池などのため池を整備した。

## 御囲堤の規模・構造
現在の愛知県犬山市から弥富市までの木曽川左岸に、約48kmにわたって築かれている。御囲堤の高さは9.1m～14.5mある。堤の川側に外法（そとのり）という法面があり、堤防の上には馬路（ばぶみ）という幅10.9m～18.2mの平らな部分がある、陸地側には犬走り（いぬばしり）という幅5.4mの段差がある。その法面を内法（うちのり）という。
御囲堤には桜が植樹された箇所が多い。幕府が、人々が桜を観賞することにより堤防が踏み固められると考えて植樹したと言われている。

## 美濃国との関係
元々対岸の美濃側の方が地盤が低かった上に尾張国側にさらに堤防が築かれたことで美濃国側で水害が激増した。美濃国は江戸時代を通じて洪水に悩まされ続け、各村は村または周辺の村と共同で土地を堤防で囲み、輪中を造って洪水に備えることになった。また、尾張藩の洪水を防ぐために、美濃国は御囲堤に対し3尺（約1m）低い堤防しか築いてはならないという不文律が存在したと言われる。
ただし、美濃側の堤防を低く抑えさせたことについては、当時の史料・記録類からは確かめることが出来ず、尾張側の堤防が三尺高くされたのも江戸後期の寛政年間とされる。また、御囲堤は木曽川の川筋よりも内陸側に築かれたことと河口までは伸びてはいなかったことから、尾張国内でも、堤より川側の愛西市（旧・立田村）域、河口付近の弥富市などの地域では輪中が造られる等の状況が見られたし、そもそも美濃の輪中地域にも支藩の高須藩を含めれば5万8千石分ほどの尾張藩領が存在していた。そのため、御囲堤に関する伝承は、あくまで伝承の域に留めるべきではないかとの意見もある（木曽三川流域誌編集委員会，中部建設協会／編、『木曽三川流域誌』、中部地方建設局発行、1992年）。
また美濃側に洪水が多かったのも濃尾平野全体が西に傾斜しており、木曽三川では単に愛知県側（現在の木曽川）が一番水位が高く、低い揖斐川方面に水が流れた結果だとも言える。しかし、尾張藩が他藩の堤の高さを規制し得たかはともかく、小領の分立する美濃に対し、尾張一円を支配する大藩であり、木曽川上流の木曽谷まで領有し、木曽川流域に対する強い権限を持つ尾張藩が、木曽川の治水に関して優位な立場にあったのは事実である。

## 現在
御囲堤の大部分は残っている。また、桜並木の一部は残されており、特に一宮市の木曽川堤（サクラ）（138タワーパーク周辺。国の名勝及び天然記念物）は花見の名所である。
江南市では、愛知県道182号里小牧北方江南線と愛知県道183号浅井犬山線の一部を「お囲い堤ロード」と名付けられている。
扶桑町の木曽川扶桑緑地公園にも御囲堤の一部が残っている。